# Fagersanna
Fagersanna is een plaats in de gemeente Tibro in het landschap Västergötland en de provincie Västra Götalands län in Zweden. De plaats heeft 576 inwoners (2005) en een oppervlakte van 82 hectare.

## Verkeer en vervoer
Bij de plaats loopt de Riksväg 49.